# بيت واصل (المخادر)

تعديل مصدري - تعديل

بيت واصل هي إحدى قرى عزلة ذاري عثمان بمديرية المخادر التابعة لمحافظة إب، بلغ تعداد سكانها 194 نسمة حسب تعداد اليمن لعام 2004.